# Aéroport de Mzuzu
L'aéroport de Mzuzu est un aéroport situé au Malawi.